# قائمة الأفلام المصرية سنة 1974
هذه قائمة بالأفلام المصرية لسنة 1974 مرتبة أبجديا

## 1974
- الأبطال
- أبناء الصمت
- أجمل أيام حياتي
- الأخوة الأعداء
- أميرة حبي أنا
- بدور
- الحفيد
- دنيا
- الرصاصة لا تزال في جيبي
- الساعة تدق العاشرة
- صانع النجوم
- العذاب فوق شفاه تبتسم
- اتنين واحد صفر
- عريس الهنا
- العمالقة
- غابة من السيقان
- في الصيف لازم نحب